# 四肋吻状蛤
四肋吻状蛤（学名：Nuculana forticostata），是弯锦蛤目弯锦蛤科弯锦蛤属的一种。主要分布于中国大陆，常栖息在水深108-200米左右。